# Distrito de Hengshan, Yulin
O Distrito de Hengshan (chinês tradicional: 橫山區, chinês simplificado: 横山区, pinyin: Héngshān Qū) é um distrito da cidade de Yulin, província de Xianxim, China, fazendo fronteira com a Mongólia Interior a noroeste.

## Divisões administrativas
Em 2019, o distrito de Hengshan está dividido em 5 subdistritos e 13 cidades. 

### Subdistritos
| - Subdistrito de Chengguan (城关街道) - Subdistrito de Huaiyuan (怀远街道) - Subdistrito de Xiazhou (夏州街道) | - Subdistrito de Huairenlu (怀仁路街道) - Subdistrito de Chongdelu (崇德路街道) |

### Cidades
| - Shiwan (石湾镇) - Gao (高镇) - Wu (武镇) - Dangcha (党岔镇) - Xiangshui (响水镇) - Boluo (波罗镇) - Dianshi (殿市镇) | - Tawan (塔湾镇) - Zhaoshipan (赵石畔镇) - Weijialou (魏家楼镇) - Hancha (韩岔镇) - Baijie (白界镇) - Leilongwan (雷龙湾镇) |

## Clima
| Dados climáticos para Hengshan (1981−2010)      | Dados climáticos para Hengshan (1981−2010) | Dados climáticos para Hengshan (1981−2010) | Dados climáticos para Hengshan (1981−2010) | Dados climáticos para Hengshan (1981−2010) | Dados climáticos para Hengshan (1981−2010) | Dados climáticos para Hengshan (1981−2010) | Dados climáticos para Hengshan (1981−2010) | Dados climáticos para Hengshan (1981−2010) | Dados climáticos para Hengshan (1981−2010) | Dados climáticos para Hengshan (1981−2010) | Dados climáticos para Hengshan (1981−2010) | Dados climáticos para Hengshan (1981−2010) | Dados climáticos para Hengshan (1981−2010) |
| Mês                                             | Jan                                        | Fev                                        | Mar                                        | Abr                                        | Mai                                        | Jun                                        | Jul                                        | Ago                                        | Set                                        | Out                                        | Nov                                        | Dez                                        | Ano                                        |
| ----------------------------------------------- | ------------------------------------------ | ------------------------------------------ | ------------------------------------------ | ------------------------------------------ | ------------------------------------------ | ------------------------------------------ | ------------------------------------------ | ------------------------------------------ | ------------------------------------------ | ------------------------------------------ | ------------------------------------------ | ------------------------------------------ | ------------------------------------------ |
| Recorde alta °C (°F)                            | 13.7 (56.7)                                | 20.0 (68)                                  | 29.5 (85.1)                                | 35.3 (95.5)                                | 36.3 (97.3)                                | 40.4 (104.7)                               | 39.9 (103.8)                               | 36.0 (96.8)                                | 36.4 (97.5)                                | 29.7 (85.5)                                | 24.0 (75.2)                                | 15.2 (59.4)                                | 40.4 (104.7)                               |
| Média alta °C (°F)                              | −0.3 (31.5)                                | 4.3 (39.7)                                 | 10.9 (51.6)                                | 19.0 (66.2)                                | 24.8 (76.6)                                | 28.8 (83.8)                                | 30.3 (86.5)                                | 28.0 (82.4)                                | 23.2 (73.8)                                | 16.8 (62.2)                                | 8.8 (47.8)                                 | 1.5 (34.7)                                 | 16.34 (61.4)                               |
| Média diária °C (°F)                            | −7.9 (17.8)                                | −3.2 (26.2)                                | 3.5 (38.3)                                 | 11.3 (52.3)                                | 17.6 (63.7)                                | 21.9 (71.4)                                | 23.8 (74.8)                                | 21.7 (71.1)                                | 16.4 (61.5)                                | 9.6 (49.3)                                 | 1.2 (34.2)                                 | −5.8 (21.6)                                | 9.17 (48.52)                               |
| Média baixa °C (°F)                             | −13.9 (7)                                  | −9.3 (15.3)                                | −2.7 (27.1)                                | 4.3 (39.7)                                 | 10.6 (51.1)                                | 15.0 (59)                                  | 17.9 (64.2)                                | 16.2 (61.2)                                | 10.8 (51.4)                                | 3.7 (38.7)                                 | −4.5 (23.9)                                | −11.4 (11.5)                               | 3.06 (37.51)                               |
| Recorde baixa °C (°F)                           | −26.6 (−15.9)                              | −24.3 (−11.7)                              | −17.9 (−0.2)                               | −7.6 (18.3)                                | −1.1 (30)                                  | 5.5 (41.9)                                 | 10.7 (51.3)                                | 6.9 (44.4)                                 | −0.8 (30.6)                                | −9.2 (15.4)                                | −17.8 (0)                                  | −27.7 (−17.9)                              | −27.7 (−17.9)                              |
| Média precipitação mm (pol.)                    | 2.4 (0.094)                                | 3.7 (0.146)                                | 11.4 (0.449)                               | 17.5 (0.689)                               | 34.3 (1.35)                                | 55.7 (2.193)                               | 70.5 (2.776)                               | 80.8 (3.181)                               | 50.1 (1.972)                               | 19.7 (0.776)                               | 7.8 (0.307)                                | 1.9 (0.075)                                | 355.8 (14.008)                             |
| Média umidade relativa (%)                      | 51                                         | 46                                         | 42                                         | 36                                         | 41                                         | 47                                         | 57                                         | 64                                         | 63                                         | 58                                         | 52                                         | 50                                         | 50.6                                       |
| Fonte: China Meteorological Data Service Center |                                            |                                            |                                            |                                            |                                            |                                            |                                            |                                            |                                            |                                            |                                            |                                            |                                            |

## Transporte
- Ferrovia Shenmu-Yan'an